# کستین (حوزه سرشماری)، مین
کستین (به انگلیسی: Castine) یک منطقهٔ مسکونی در ایالات متحده آمریکا است که در مین واقع شده‌است. کستین ۴٫۰۱ کیلومتر مربع مساحت و ۱٬۰۲۹ نفر جمعیت دارد و ۲۵٫۹۱ متر بالاتر از سطح دریا واقع شده‌است.